# Juan Pablo Caffa
Juan Caffa (Murphy, 30 de setembre de 1984) és un futbolista argentí, que ocupa la posició de migcampista.
Format al planter del Boca Juniors, hi juga un encontre el 2003, l'any en què l'equip hi guanya l'Apertura. Posteriorment milita a Ferro Carril Oeste i a l'Arsenal de Sarandí.
Al mercat d'hivern de la temporada 06/07 fitxa pel Reial Betis, de la primera divisió espanyola, però és suplent durant l'any i mig. La temporada 08/09 és cedit al Reial Saragossa, on qualla una bona temporada: juga 38 partits, marca 4 gols i l'esquadra aragonesa retorna a la màxima categoria.